# Moster (ø)
Moster er en ø i Bømlo kommune i Vestland fylke, Norge. den 12 km² store ø ligger syd for den store ø Bømlo og omgivet af Bømlafjorden. På øen ligger landsbyen Mosterhamn. Røyksundkanalen skiller Moster fra øen Bømlo mod nord, og der er vejforbindelse til fastlandet via Trekantsambandet.
Det var på Moster kong Olav Tryggvason begyndte forsøgene på at kristne Norge, og efter traditionen skal han have rejst den første kirke i landet her, i 995. Den nuværende kirke som står i dag i landsbyen Mosterhamn, regner man med er fra omkring 1150, og den bliver regnet for at være den ældste kirke i Norge.
Det var på Mostratinget på Moster i 1024 kong Olav den hellige og bisp Grimkjell satte den såkaldte kristenretten - som siden blev vedtaget på det norske lagting. Mødet regnes som det der officielt gjorde kristendom til statsreligion i Norge.

## References
1. ↑  "Moster, Bømlo (Hordaland)" (norsk). yr.no. Arkiveret fra originalen 9. november 2018. Hentet 2015-02-18.
2. ↑  Moster på Norgeskart.no fra Statens kartverk
3. ↑   Sawyer, Birgit; Sawyer, Peter (1993). Medieval Scandinavia: From Conversion to Reformation, Circa 800-1500. Vol. The Nordic Series. Volume 17. Minneapolis: University Of Minnesota Press. s. 215. ISBN 0-8166-1738-4.
4. ↑  "Moster Amfi". Norsk Kulturavis. Arkiveret fra originalen 2015-02-19.